# Melodi Grand Prix
Melodi Grand Prix (MGP) — щорічний музичний конкурс, організований норвезьким громадським мовником Norsk Rikskringkasting (NRK). Використовується для визначення представника Норвегії на Пісенному конкурсі Євробачення. Melodi Grand Prix — одне з найбільших і найтриваліших телевізійних шоу Норвегії. Перший конкурс відбувся в 1960 році, і з того часу в змаганнях брали участь понад 700 пісень. MGP визначив трьох переможців Євробачення: «La det swinge» (1985), «Nocturne» (1995) і «Fairytale» (2009). Крім того, пісня «That's How You Write a Song» перемогла у півфіналі Євробачення 2018, а «Spirit in the Sky» — у глядацькому голосуванні на Євробаченні 2019.
З моменту заснування конкурс проводився щороку, за трьома винятками: коли NRK бойкотував Євробачення 1970; у 1991 році, коли NRK скасував MGP; і 2002 року, коли Норвегія не пройшла кваліфікацію на Євробачення.
З моменту свого створення Melodi Grand Prix була суперечливою програмою, яку часом зневажали. Конкурс називали «програмою, яку всі ненавидять любити», і кілька разів протягом своєї історії MGP стикався з різкою критикою та вимогою закриття. Попри критику, Melodi Grand Prix є однією з найпопулярніших телевізійних програм у Норвегії, а фінал щорічно збирає близько 1 млн глядачів протягом останніх кількох десятиліть. Melodi Grand Prix також викликає велике залучення глядачів навіть через понад 60 років після його початку.

## Заснування
У 1950-х роках Європа все ще була вражена наслідками Другої світової війни. Відповідно до пропозиції швейцарського телевізійника Марселя Безансона Європейська мовна спілка захотіла створити загальноєвропейську телевізійну програму, яка могла б популяризувати саму організацію та об'єднати країни. ЄМС розглядала кілька різних пропозицій та альтернатив, але зрештою вибрала міжнародний пісенний конкурс — Євробачення, натхненний італійським Фестивалем Санремо. Перший конкурс Євробачення, у якому взяли участь 7 країн, відбувся 1956 року в Лугано.
У Норвегії NRK вперше розпочав регулярні тестові телевізійні трансляції з Євробачення 1958, а вже наступного року почалася історія Melodi Grand Prix. Для першого конкурсу NRK отримав 303 заявки від норвезьких музикантів і авторів пісень. Назва «Melodi Grand Prix» була взята з однойменного національного відбору Данії, який, своєю чергою, був натхненний назвою Євробачення — Eurovision Grand Prix.
Перша трансляція MGP в Норвегії відбулася в четвер, 4 лютого 1960 року, на радіо NRK. У півфіналі журі з десяти осіб оцінювало 11 пісень і відбирало 6 із них до фіналу. Співак Єнс Бук-Єнссен та співачка Інгер Якобсен розділили відповідальність за виконання пісень одинадцяти півфіналістів. Фінал конкурсу пройшов у Store Studio в Осло в суботу, 20 лютого 1960 року. Фінал транслювався як на радіо, так і на телебаченні навіть попри те, що до офіційного відкриття телебачення в Норвегії залишалося ще шість місяців. Переможною піснею на першому MGP стала пісня «Voi-voi» Георга Елгааенса у виконанні Нори Брокстедт. Це була перша заявка Норвегії на Пісенному конкурсі Євробачення. Там Брокстедт посіла 4 місце.

## Оркестр і вокал
До 2000 року пісні у фіналі супроводжувалися живою музикою. У перший рік конкурсу зазвичай використовувався оркестр норвезького телерадіомовлення, але в деякі роки його посилював або заміняв інший великий оркестр.
У 1976 та 1985—1999 роках великий оркестр заміняли різними біг-бендами та ансамблями, а 2000 року повністю прибрали. Натомість артисти тепер співають наживо з попередньо записаною музикою, як це робиться на Євробаченні. На Melodi Grand Prix 2015 NRK одноразово відновив оркестр вперше за 31 рік. У 6 з 11 пісень у фіналі звучав оркестр.
Увесь головний вокал повинен виконуватися наживо, але з 2023 року NRK дозволила використовувати автотюн. Бек-вокал та інші не основні вокальні партії можуть бути попередньо записані, як це також дозволяється на Євробаченні.

## Переможці

### 1960—1999 роки
| Рік  | Пісня                                                 | Виконавці                                                                            | Місце на Євробаченні |
| ---- | ----------------------------------------------------- | ------------------------------------------------------------------------------------ | -------------------- |
| 1960 | «Voi-voi»                                             | Нора Брокстедт                                                                       | 4                    |
| 1961 | «Sommer i Palma»                                      | Пер Асплін/Нора Брокстедт                                                            | 7                    |
| 1962 | «Kom sol, kom regn»                                   | Інгер Якобсен/Лайла Далсет                                                           | 10                   |
| 1963 | «Solhverv»                                            | Ян Гойланд/Нора Брокстедт                                                            | 13                   |
| 1964 | «Spiral»                                              | Елізабет Граннеман/Арне Бендіксен                                                    | 8                    |
| 1965 | «Karusell»                                            | Кірсті Спарбое                                                                       | 13                   |
| 1966 | «Intet er nytt under solen»                           | Осе Клевеланд/Грюнет Мольвіг                                                         | 3                    |
| 1967 | «Dukkemann»                                           | Торілл Равнаас/Кірсті Спарбое                                                        | 14                   |
| 1968 | «Jeg har aldri vært så glad i noen som deg» (trukket) | Кірсті Спарбое/Одд Берре                                                             | 13                   |
| 1969 | «Oj, oj, oj, så glad jeg skal bli»                    | Кірсті Спарбое                                                                       | 16                   |
| 1970 |                                                       |                                                                                      |                      |
| 1971 | «Lykken er»                                           | Ганне Крог                                                                           | 17                   |
| 1972 | «Småting»                                             | Ганне Крог/Грете Каусланд і Бенні Борг                                               | 14                   |
| 1973 | «Å, for et spill»                                     | Ола Неегаард, Гро Аніта Шенн, Стайн Інгебрігтсен та Інгер Лісе Рипдал/Bendik Singers | 7                    |
| 1974 | «Hvor er du»                                          | Ян Тейген /Анне-Каріне Стрем                                                         | 14                   |
| 1975 | «Det skulle ha vært sommer nå»                        | Стайн Інгебрігтсен/Еллен Ніколайсен                                                  | 18                   |
| 1976 | «Mata Hari»                                           | Гудні Аспаас/Анне-Каріне Стрем                                                       | 18                   |
| 1977 | «Casanova»                                            | Аніта Скорган                                                                        | 14                   |
| 1978 | «Mil etter mil»                                       | Ян Тейген                                                                            | 20                   |
| 1979 | «Oliver»                                              | Аніта Скорган                                                                        | 11                   |
| 1980 | «Sámiid ædnan»                                        | Сверре Х'єльсберг та Меттіс Гетта                                                    | 16                   |
| 1981 | «Aldri i livet»                                       | Фінн Калвік                                                                          | 20                   |
| 1982 | «Adieu»                                               | Ян Тейген та Аніта Скорган                                                           | 12                   |
| 1983 | «Do re mi»                                            | Ян Тейген                                                                            | 9                    |
| 1984 | «Lenge leve livet»                                    | Dollie de Luxe                                                                       | 17                   |
| 1985 | «La det swinge»                                       | Bobbysocks                                                                           | 1                    |
| 1986 | «Romeo»                                               | Кетіл Стоккан                                                                        | 12                   |
| 1987 | «Mitt liv»                                            | Кейт Гулбрандсен                                                                     | 9                    |
| 1988 | «For vår jord»                                        | Кароліна Крюгер                                                                      | 5                    |
| 1989 | «Venners nærhet»                                      | Бритт Сюнневе Югансен                                                                | 17                   |
| 1990 | «Brandenburger Tor»                                   | Кетіл Стоккан                                                                        | 21                   |
| 1991 | «Mrs. Thompson»                                       | Just 4 Fun                                                                           | 17                   |
| 1992 | «Visjoner»                                            | Мерете Троан                                                                         | 18                   |
| 1993 | «Alle mine tankar»                                    | Сільє Віге                                                                           | 5                    |
| 1994 | «Duett»                                               | Елізабет Андреассен та Ян Вернер Даніельсен                                          | 6                    |
| 1995 | «Nocturne»                                            | Secret Garden                                                                        | 1                    |
| 1996 | «I evighet»                                           | Елізабет Андреассен                                                                  | 2                    |
| 1997 | «San Francisco»                                       | Тор Ендресен                                                                         | 24                   |
| 1998 | «All I Ever Wanted (Was You)»                         | Ларс Фредріксен                                                                      | 8                    |
| 1999 | «Living My Life Without You»                          | Стіг ван Ейк                                                                         | 14                   |

### 2000–дотепер
| Рік  | Пісня                         | Виконавці                  | Місце на Євробаченні           |
| ---- | ----------------------------- | -------------------------- | ------------------------------ |
| 2000 | «My Heart Goes Boom»          | Charmed                    | 11                             |
| 2001 | «On My Own»                   | Галдор Легрейд             | 22                             |
| 2002 |                               |                            |                                |
| 2003 | «I'm Not Afraid to Move On»   | Йостейн Гассельгорд        | 4                              |
| 2004 | «High»                        | Кнут Андерс Сорум          | 24                             |
| 2005 | «In My Dreams»                | Wig Wam                    | 9                              |
| 2006 | «Alvedansen»                  | Крістіне Гульдбрандсен     | 14                             |
| 2007 | «Ven a bailar conmigo»        | Гурі Сканке                | не кваліфікувалася до фіналу   |
| 2008 | «Hold On Be Strong»           | Марія Гаукаас Сторенг      | 5                              |
| 2009 | «Fairytale»                   | Олександр Рибак            | 1                              |
| 2010 | «My Heart Is Yours»           | Дідрік Соллі-Тенген        | 20                             |
| 2011 | «Haba Haba»                   | Стелла Мвангі              | не кваліфікувалася до фіналу   |
| 2012 | «Stay»                        | Tooji                      | 26                             |
| 2013 | «I Feed You My Love»          | Маргарет Бергер            | 4                              |
| 2014 | «Silent Storm»                | Карл Еспен                 | 8                              |
| 2015 | «A Monster Like Me»           | Мьорланд та Дебра Скарлетт | 8                              |
| 2016 | «Icebreaker»                  | Агнет Йонсен               | не кваліфікувалася до фіналу   |
| 2017 | «Grab the Moment»             | JOWST                      | 10                             |
| 2018 | «That's How You Write a Song» | Олександр Рибак            | 15                             |
| 2019 | «Spirit in the Sky»           | KEiiNO                     | 6                              |
| 2020 | «Attention»                   | Ульрікке Брендсторп        | конкурс був скасований         |
| 2021 | «Fallen Angel»                | TIX                        | 18                             |
| 2022 | «Give That Wolf a Banana»     | Subwoolfer                 | 10                             |
| 2023 | «Queen of Kings»              | Алессандра Меле            | 5                              |
| 2024 | «Ulveham»                     | Gåte                       | 25                             |
| 2025 | «Lighter»                     | Кайл Алессандро            | визначиться у травні 2025 року |